# Muscolo estensore breve delle dita
Nell'anatomia umana il muscolo estensore breve delle dita, chiamato anche pedidio, è un muscolo del lato dorsale del piede.  Contraendosi determina l'estensione delle prime quattro dita.

## Origine e decorso
Questo muscolo nasce dalla superficie dorsale e dalla superficie laterale dell'osso calcaneare, per dare vita poi a dei tendini, i quali vanno ad inserirsi lateralmente ai tendini del muscolo estensore lungo delle dita e, insieme, "terminano" nel secondo, nel terzo e nel quarto dito del piede.

## Innervazione
Il muscolo pedidio è innervato da rami del nervo peroneo profondo, che riceve contributi da L4-S1.